# 儷瑪·摩娜
儷瑪·摩娜（英語：Naima Mora，1984年3月1日—）美國模特兒，《全美超級模特兒新秀大賽》第四季的冠軍，儷瑪以出色的走秀表現在最後的時裝秀中擊敗姬蓮，成為第四季冠軍。

## 個人生平
儷瑪在密西根州底特律出生和長大。她的祖父母是畫家凡士高·摩娜及女雕刻家、畫家伊莉沙白·加勒(Elizabeth Catlett)。而儷瑪的父親是擁有墨西哥血統的黑人爵士敲擊樂手凡士高·摩娜·加勒(Francisco Mora Catlett), 母親是有愛爾蘭血統的黑人。摩娜家擁有四名女兒，當中包括伊芙(Ive)，儷瑪及雙胞胎妹妹儷雅(Nia)。伊芙(1977 —)是神遊音樂及實驗搖滾樂歌手。而儷雅是一名攝影師。
儷瑪曾於卡滋技術學校(Cass Technical High School)就讀，並在2002年畢業。她也曾進入American Ballet Theatre's Detroit、Detroit's Ballet Renaissance及位於紐約的Dance Theatre of Harlem學習芭蕾舞。參加比賽前，儷瑪在一間咖啡店中當女侍應。
儷瑪青少年時間十分反叛，經常到夜店消遣，更有酗酒及服食藥物的習慣。但有一天她在夜店裏昏迷了九十分鐘，令她明白到不能再繼續這些荒唐的日子。儷瑪的摩霍克族髮型是她的個人標誌，她說這個髮型讓她平衡種種不快。
儷瑪是素食主義者和佛教教徒。她最喜愛的電視節目及電影分別是《法與制》(Law & Order)及《馭鯨少女》(The Whale Rider)。她最喜愛的食品是壽司。而儷瑪最崇拜的人是奧普拉·溫芙瑞 (Oprah Winfrey)。
此外，儷瑪是其祖母於2001年創作其中一件黑色大理石半身像的靈感。

## 全美超模新秀大賽
儷瑪在朋友的慫恿下，參加了《全美超級模特兒新秀大賽》第四季。她一直拍出出色的相片，但評判多次質疑儷瑪缺乏個性。然而，儷瑪拍攝Covergirl的宣傳照及廣告時表現大大進步，最後儷瑪和姬蓮要在水中進行時裝秀，儷瑪比姬蓮曯目壓場，最後成功地成為《全美超級模特兒新秀大賽》第四季的冠軍。主持人泰雅形容儷瑪為獨特、多變的女生。
儷瑪於比賽中創下了數個紀錄, 包括：
- 勝出最多考驗的冠軍（4次）
- 勝出每一週的CoverGirl of the week

## 個人事業
成功得到冠軍寶座後，儷瑪和Ford Model簽約。她曾為Covergirl、ELLE雜誌、US Weekly、Star Magazine、Cover雜誌、Seattle's fall bridal exhibition、Jazz Album Cover、Elle Girl Magazine、Life and Style雜誌、Six Degrees雜誌（2006年7月）、In Touch 雜誌、Fuego 雜誌, Teen People 雜誌、Split Clothing、KAS Collection for Saks Fifth Avenue、三星、iTunes、Howard Huangmm和New Zealand's Womens周刊等作硬照模特兒。
儷瑪與伊芙一起拍攝的iTunes廣告更令她們獲得人道對待動物協會第五屆世界最性感素食者(World's Sexiest Vegetarians)選舉提名。
她也為Christopher Deane spring 2006、Carlos Miele時裝秀、ELLEgirl presents Dare To Be You: Wal-Mart Meets America's Next Top Models 2005、Fashion Comedy Style 2005、Hot 97's Third Annual Full Frontal Hip Hop Fashion Show 2006、Alice & Olivia 2006 以及 Nico & Adrian 2005走秀。
儷瑪和《全美超級模特兒新秀大賽》第三季的安·馬基擔任2005年艾美奖的頒禮女郎。她也曾擔任Miss Teen USA的評判。儷瑪也曾在《全美超級模特兒新秀大賽》第五季最後兩強的走秀中及第六季第二週出現。她亦成為不同電視節目的嘉賓，包括《泰雅·賓絲脫口秀》、《Jensen!、E! True Hollywood Story》、《106 & Park Top 10 Live》及《The Early Show》。
儷瑪曾在UPN劇集《美眉校探》第二季中，飾演德巴絲小姐（Ms. Dumbass）一角。電影方面, 儷瑪於2006年曾參與電影《Sarbane's Oxley》的拍攝。同年，她成為TV On The Radio的音樂錄影帶《Wolf Like Me》女主角。她亦是The Priceless Gown Project 2006年的代言人。

## 外部連結
- 儷瑪的ANTM資料 （页面存档备份，存于）
- 儷瑪的MySpace （页面存档备份，存于）

| 前任： 伊娃·佩霍 | 全美超模新秀冠軍 第四季 | 繼任： 妮歌·寧列特 |